# Assemblee Generali
Le Assemblee Generali (in basco Batzar Nagusiak, in spagnolo Juntas Generales) costituiscono l'organo legislativo dei territori storici (o province) dei Paesi Baschi meridionali, basati sulle leggi dei fueros. Originariamente risalenti al XIV secolo, sono stati reinstaurati negli anni '70 a seguito della Transizione spagnola. 
- Assemblee generali di Biscaglia (Bizkaiko Batzar Nagusiak, Juntas Generales de Bizkaia; in Biscaglia);
- Assemblee generali di Gipuzkoa (Gipuzkoako Batzar Nagusiak, Juntas Generales de Gipuzkoa; in Gipuzkoa);
- Assemblee generali di Álava (Arabako Batzar Naguziak, Juntas Generales de Álava; ad Álava);
- Parlamento della Navarra (Nafarroako Parlamentua, Parlamento de Navarra; in Navarra);

Facevano parte di una prima forma di istituzioni democratiche. A livello locale, i capifamiglia (maschi o femmine) si incontravano la domenica dopo la messa sul sagrato della chiesa, in un incontro chiamato elizate (o anteiglesia in spagnolo) per discutere e decidere su questioni locali. Ciascun elizate a sua volta avrebbe eletto un individuo che rappresentasse la comunità locale alle assemblee, che esistevano dal livello distrettuale fino alle Assemblee Generali provinciali.

## Sviluppo storico
Si sa poco del contesto storico di queste istituzioni locali e regionali prima del XIV secolo. In generale, si possono distinguere due periodi storici: 
- Il periodo dal XIV secolo al 1876 quando le Assemblee Generali furono abolite;
- Il periodo dal 1979 ad oggi, in cui sono state reintegrate.

Con la restaurazione il Governo Centrale Spagnolo aumentò la sua opera di centralizzazione ed armonizzazione su scala nazionale delle leggi. Dopo la prima guerra carlista, i fuerosfurono molto indeboliti limitando i loro campi di intervento e alla fine furono completamente aboliti dopo la seconda guerra carlista nel 1876. Il governo spagnolo dell'epoca stabilì i conciertos económicos che prevedevano tasse basse, tariffe protettive e auto-riscossione delle tasse, ma al tempo stesso, Madrid demolì le istituzioni basche comprese le Juntas Generales. Dopo la transizione spagnola alla democrazia negli anni '70, lo Statuto di Autonomia dei Paesi Baschi ha ripristinato le Assemblee Generali in Biscaglia, Gipuzkoa e Álava nel 1979.

## Navarra
A differenza delle altre province basche, la Navarra si era evoluta nel Regno di Navarra e aveva sviluppato in larga misura tradizioni e istituzioni feudali in linea con altri regni europei del tempo. Di conseguenza, è stato ampiamente escluso dallo sviluppo di tali prime istituzioni democratiche. Tuttavia, l'autorità reale non era che uno strato delle istituzioni governative, e quest'ultimo — diputación o consiglio governativo, Cortes — si basava sulle carte navarresi derivanti da valori, tradizioni e istituzioni simili alle altre regioni basche. Tuttavia grazie ad una legge, la Ley Paccionada de Fueros del 1841, la Navarra riuscì a mantenere la propria autonomia, quando i fueros di Biscaglia, Gipuzkoa e Álava furono aboliti nel 1879.

## Paesi Baschi Francesi (Iparralde)
Mentre erano nel complesso meno conosciuti a causa dei distretti settentrionali — Labourd, Bassa Navarra, Soule — arretrati in termini di sviluppo economico, avevano anche assemblee che erano in gran parte indipendenti da quelle dello stato francese e tenevano leggi: i fors, l'equivalente settentrionale dei fueros. I loro poteri e la loro sovranità furono gradualmente ridotti dalla Corona francese, in particolare nel 1620 e nel 1659-1660 in seguito al Trattato dei Pirenei, ma rimasero in vigore e rilevanti (ad esempio il Biltzar di Labourd) sulle decisioni che interessavano la vita regionale fino all'Età napoleonica (1790).